# Hélder Samir Lopes Semedo Fernandes
Hélder Samir Lopes Semedo Fernandes, hay Samir (sinh ngày 13 tháng 10 năm 1988) là một cầu thủ bóng đá người Cabo Verde thi đấu cho Sertanense. Anh cũng mang quốc tịch Bồ Đào Nha.

## Sự nghiệp câu lạc bộ
Anh ra mắt chuyên nghiệp tại Giải bóng đá hạng nhất quốc gia Bồ Đào Nha cho Feirense vào ngày 23 tháng 1 năm 2013 trong trận đấu trước Leixões.